# 공군가
공군가는 대한민국의 영공방위를 책임지는 공군을 상징하는 군가이다.
1951년, 대한민국 제2대 공군참모총장 최용덕 장군이 작사하고, 김성태 교수가 작곡하였다.

## 가사
```
하늘을 달리는 우리 꿈을 보아라
하늘을 지키는 우리 힘을 믿으라
죽어도 또 죽어도 겨레와 나라
가슴 속 끓는 피를 저 하늘에 뿌린다
```

```
하늘은 우리의 일터요 싸움터
하늘은 우리의 고향이요 또 무덤
살아도 되살아도 정의와 자유
넋이야 있고 없고 저 하늘을 지킨다
```

## 같이 보기
- 대한민국 공군
- 대한민국 해군
- 대한민국 육군
- 빨간 마후라
- 성난 독수리